# Đấu trí (chương trình truyền hình)
Đấu trí là một chương trình trò chơi truyền hình do công ty BHD và Đài Truyền hình Việt Nam phối hợp sản xuất, được phát sóng trên kênh VTV3 từ ngày 29 tháng 10 năm 2007 đến ngày 5 tháng 9 năm 2008. Đây là phiên bản Việt Nam của chương trình PokerFace do đài truyền hình ITV của Anh Quốc sản xuất, với định dạng do hai người dẫn chương trình Ant McPartlin và Declan Donnelly sáng lập. Chương trình do nhà báo, biên tập viên Nguyễn Tùng Chi và Lại Văn Sâm dẫn dắt.
Tên gọi PokerFace của phiên bản gốc được lấy cảm hứng từ yếu tố bluffing (tạm dịch là "tháu cáy") trong trò chơi bài poker, tại đây người chơi không cần có hiểu biết rộng, nhưng cần có khả năng đánh lừa những người chơi khác rằng mình có hiểu biết rộng để giành chiến thắng.
Ban tổ chức quảng bá đây là một chương trình mà ở đó "nếu tự tin, bản lĩnh, người chơi có thể chiến thắng dù không hiểu hoặc không biết câu trả lời".

## Luật chơi
Mỗi chương trình bao gồm sáu người chơi tham gia. Mở đầu mỗi tập là phần "Chào hỏi" với phần giới thiệu bản thân của cả sáu người, tại đây họ có thể nói ra thông tin đúng hoặc sai theo ý muốn của mình; tính đúng sai của thông tin được hiển thị cho khán giả truyền hình biết. 6 người chơi sau đó ra sân khấu chính, mỗi người ngồi trước một màn hình riêng biệt trong đó chỉ hiển thị số điểm mà họ đạt được cùng 3 nút A, B, C.
Có tất cả 5 lượt đấu và 28 câu hỏi trắc nghiệm với ba lựa chọn A, B, C. Lượt 1 có tám câu hỏi, từ lượt 2 đến lượt 5 có năm câu cho mỗi vòng. Sau khi MC đọc đáp án thứ ba, tất cả người chơi có 3 giây để đưa ra phương án trả lời, nếu đúng sẽ được số điểm tương ứng trong bảng bên dưới (mỗi điểm tương đương 1.000 đồng), sai không có điểm. Kết quả của mỗi câu hỏi và bảng xếp hạng được công bố đến khán giả truyền hình, và ở cuối vòng thi hai người dẫn chương trình sẽ đặt câu hỏi về việc người chơi cảm thấy mình đã thể hiện như thế nào tại vòng thi. Tương tự như phần "CHÀO HỎI", người chơi cũng có thể nói thật hay nói dối theo ý mình. 
Tiếp theo, cả sáu người chơi cùng di chuyển lên vị trí đứng, mỗi vị trí có một nút bấm màu đỏ. Người đầu tiên bấm nút trong 10 giây đếm chậm sẽ dừng cuộc chơi và ra về với số tiền đã tích lũy được. Nếu không có ai bấm nút sau 10 giây, người có số điểm thấp nhất sẽ bị loại mà không có tiền thưởng. Trong trường hợp có nhiều người cùng thấp điểm nhất, người có tổng thời gian trả lời chậm hơn sẽ bị loại. Người dừng chơi hoặc bị loại sẽ bước vào phòng riêng phía sau sân khấu để được phỏng vấn và xem bảng điểm cuối vòng thi.
| Lượt đấu         | Số câu hỏi       | Điểm (trong ngoặc là điểm tối đa mỗi vòng) | Điểm (trong ngoặc là điểm tối đa mỗi vòng) | Điểm (trong ngoặc là điểm tối đa mỗi vòng) |
| Lượt đấu         | Số câu hỏi       | Vòng loại                                  | Bán kết                                    | Chung kết                                  |
| ---------------- | ---------------- | ------------------------------------------ | ------------------------------------------ | ------------------------------------------ |
| 1                | 8                | 200 (1.600)                                | 300 (2.400)                                | 400 (3.200)                                |
| 2                | 5                | 300 (1.500)                                | 450 (2.250)                                | 600 (3.000)                                |
| 3                | 5                | 400 (2.000)                                | 600 (3.000)                                | 800 (4.000)                                |
| 4                | 5                | 500 (2.500)                                | 750 (3.750)                                | 1.000 (5.000)                              |
| 5                | 5                | 600 (3.000)                                | 900 (4.500)                                | 1.200 (6.000)                              |
| Tổng điểm tối đa | Tổng điểm tối đa | 10.600                                     | 15.900                                     | 21.200                                     |

Kết thúc lượt đấu 5, người trụ lại sau cùng sẽ nhận 15 triệu đồng và bước tiếp vào vòng bán kết. Trận bán kết có thể thức giống như trận vòng loại với điểm số ở các vòng tăng gấp 1,5 lần, và tiền thưởng cho người chiến thắng là 20 triệu đồng cùng suất tham gia trận chung kết. Ở trận chung kết, điểm số tại mỗi vòng tăng gấp đôi so với trận thường và người chiến thắng sẽ nhận được 40 triệu đồng; qua đó tổng giải thưởng chung cuộc cho người chơi là 75 triệu đồng (khi chương trình mới phát sóng, mức tiền thưởng ở trận bán kết là 30 triệu đồng và chung kết là 60 triệu đồng, tương ứng với tổng tiền thưởng chung cuộc là 105 triệu đồng).

## Phát sóng
- 20:00 thứ 2 (29/10/2007-7/7/2008)
- 22:00 thứ 6 (18/7/2008-5/9/2008, hoán đổi với Đấu trường 100)

## Nhà tài trợ
- Công ty VNPT (29/10/2007-5/9/2008)

## Hoàn thành sứ mệnh
Sau đêm chung kết vào ngày 5/9/2008, gameshow Đấu trí chính thức nói lời chia tay khán giả sau gần 10 tháng phát sóng. Người vô địch duy nhất của chương trình là anh Trương Trần Bảo Hoà (Kỹ sư hệ thống điện của Trung tâm Điều độ hệ thống điện miền Nam).
Theo một bài viết trên báo Tổ quốc vào năm 2009, Đấu trí dù được đặt nhiều kỳ vọng nhưng đã sớm "chết yếu" chỉ sau vài tháng và phải "lặng lẽ rút vào hậu trường với không lời giải thích".
Thay thế cho khung giờ ở tuần sau là khung giờ phim nước ngoài vào lúc 22h00.